# Dubbellijnenmakreel
De Dubbellijnenmakreel (Grammatorcynus bilineatus) is een straalvinnige vis uit de familie van makrelen (Scombridae) en behoort derhalve tot de orde van baarsachtigen (Perciformes). De vis kan maximaal 100 cm lang en 3500 gram zwaar worden.

## Leefomgeving
Grammatorcynus bilineatus is een zoutwatervis. De vis prefereert een subtropisch klimaat en heeft zich verspreid over de Grote en Indische Oceaan. De diepteverspreiding is 0 tot 15 m onder het wateroppervlak.

## Relatie tot de mens
Grammatorcynus bilineatus is voor de visserij van beperkt commercieel belang. In de hengelsport wordt er weinig op de vis gejaagd.